# Маркъс Зюсак
Маркъс Франк Зюсак (на английски: Markus Frank Zusak) е австралийски писател от австро-германски произход, автор на бестселъри в жанра юношески и съвременен роман.
Той е най-известен с романите си „Крадецът на книги“ и „Пратеникът“, които стават международни бестселъри. Печели наградата „Маргарет Едуардс“ през 2014 г. 

## Биография и творчество
Маркъс Зюсак е роден на 23 юни 1975 г. в Сидни, Австралия, в семейство на имигранти от края на 1950-те г. Майка му Лиза е родом от Германия, а баща му Хелмут е от Австрия. Има по-големи две сестри и един брат. Израства с историите за нацистите, за бомбардировките над Мюнхен и за геноцида над евреите. Учи в гимназия „Енгадин“ и за кратко преподава там английски език след дипломирането си. Следва английски език и история в Университета на Нов Южен Уелс, който завършва с бакалавърска степен по изкуства и диплома за образование.
Започва да пише още на 16 г. и продължава в упорито в следващите 7 години. Първите му три книги, „Аутсайдерът“, издаден през 1999 г. и продълженията „Да се биеш с Рубен Улф“ от 2000 г. и „Когато кучетата плачат“ от 2001 г., са публикувани в международен план и стават бестселъри.
През 2002 г. е издаден романът му „Аз съм пратеникът“, който печели наградата за книга на годината на Си Би Си за 2003 г. (по-възрастни читатели), наградата „Етел Търнър“ за литература за млади хора на премиера на Нов Южен Уелс и е подгласник на наградата „Майкъл Л. Принц“. През 2005 г. американският академичен журнал The Bulletin of the Center for Children's Books и сп. Publishers Weekly обявяват книгата за една от най-добрите детски книги на годината. Телевизионен сериал, базиран на книгата, прави своята  премиера по австралийския канал Ей Би Си през 2023 г. 
Романът „Крадецът на книги“ е публикувана през 2005 г. и оттогава е преведен на повече от 40 езика. През 2013 г. книгата е адаптирана в едноименния филм с участието на Софи Нелис, Джефри Ръш и Емили Уотсън. 
През 2006 г. Зюсак получава наградата за млад австралийски романист на годината на в. „Сидни Морнинг Хералд“. 
През 2014 г. Зюсак изнася лекцията „The Failurist“ на TEDxSydney в Операта в Сидни. Фокусира се върху неговия процес на писане и пътя към успеха чрез написването на „Крадецът на книги“.
През 2014 г. е удостоен с наградата „Маркъс Едуардс“ на Американската библиотечна асоциация (ALA) за значителния му и траен принос към литературата за юноши, публикувана в САЩ. 
През 2018 г. излиза романът му „Глиненият мост“. 
Маркъс Зюсак живее със съпругата си Мика и двете си деца в Сидни.

## Произведения

### Самостоятелни романи
- I Am the Messenger (2002)
Аз съм пратеникът, изд. „Пергамент Прес“, (2011), прев.
- The Book Thief (2005)
Крадецът на книги, изд. „Пергамент Прес“, (2010), прев.
- The Bridge of Clay (2011)
Мостът на Клей, изд. „Пергамент Прес“, (2019), прев. Светлозара Лесева

### Серия „Братя Улф“ (Wolfe Brothers)
1. The Underdog (1999)
Аутсайдерът, изд. „Пергамент Прес“, (2014), прев. Светлана Комогорова
2. Fighting Ruben Wolfe (2000)
Да се биеш с Рубен Улф, изд. „Пергамент Прес“, (2014), прев. Силвана Миланова
3. When Dogs Cry (2001) – издадена и като „Getting the Girl“
Когато кучетата плачат, изд. „Пергамент Прес“, (2014), прев. Силвана Миланова

### Документалистика
- Three Wild Dogs and the Truth (2024)

## Ерканизации
- 2013 Крадецът на книги – филм по романа